# Oksana Kondratieva
Oksana Jurjevna Kondratieva (ryska: Оксана Юрьевна Кондратьева), född 22 november 1985 i Moskva, Ryska SFSR, Sovjetunionen, är en rysk friidrottare som har tävlat i släggkastning.
Kondratieva var sjua i släggkastning i världsmästerskapen i friidrott 2013 och silvermedaljör i samma disciplin i världsstudentspelen 2013. Placeringen i VM 2013 har senare reviderats till en sjätteplats efter att Tatiana Lysenko fråntogs VM-guldet. Kondratievas personbästa i slägga är 77,13 från sommaren 2013. Hon är dotter till två OS-guldmedaljörer.